# Theodor W. Adorno
Theodor W. Adorno, s polnim imenom Theodor Ludwig Wiesengrund Adorno, nemški filozof, sociolog, muzikolog, glasbeni kritik in skladatelj, * 11. september 1903, Frankfurt na Majni, Nemško cesarstvo, † 6. avgust 1969, Visp, Švica. 
Kot filozof in sociolog se je veliko opiral na ideje Hegla, Marxa in Freuda. S svojo družbeno kritiko velja, poleg Maxa Horkheimerja, za ustanovitelja in enega glavnih predstavnikov Frankfurtske šole kritične teorije.
Že med šolanjem je sklenil prijateljstvo s štirinajst let starejšim Siegfriedom Kracauerjem, ki je postal njegov prvi filozofski mentor. Kot študent se je v začetku dvajsetih let spoprijateljil s kolegom Horkheimerjem. Tudi poznanstvo s kasnejšo ženo Gretel Karplus izhaja iz študentskih dni.
Kot ostali predstavniki Frankfurtske šole je tudi Adorno, iz političnih razlogov in zaradi preganjanja Judov, emigriral iz Nemčije. Po vrnitvi iz ZDA je s svojimi javnimi govori, radijskimi nastopi in publikacijami močno vplival na kulturno in intelektualno življenje povojne Nemčije, kar je močno pripomoglo k demokratični prevzgoji nemškega ljudstva.
Kot akademski predavatelj je navduševal mnoge študente in imel dolgoročen vpliv na študentska gibanja. Ni pa podpiral akcionizma, saj je kot filozof in sociolog svojo nalogo videl v tem, da »razlaga fenomene«.

## Življenje

### Mladost v Frankfurtu (1903-1924)
Theodor Ludwig Adorno-Wiesengrund je bil rojen v Frankfurtu na Majni, 1. septembra 1903. Njegov oče Oscar Alexander Wiesengrund (1870-1946) je bil veletrgovec z vini in v protestantizem spreobrjeni jud, njegova mati Maria Calvelli Adorno pa pevka, po rodu Korzičanka in katoličanka. Adorno je odraščal v ulici »Straße der Schönen Aussicht«, v kateri je dolgo živel filozof Arthur Schopenhauer. Leta 1914 se je družina preselila v novo zgrajeno, dvonadstropno hišo v četrti Obberad (Seeheimer Straße 19).
Adorno je bil krščen katolik in prejel tudi sveto birmo, a se je kasneje, pod vplivom idej njegovega verskega učitelja, spreobrnil v evangeličansko vero. Kljub očetovim judovskim koreninam, ni imel v otroštvu nobene povezave z judovstvom. Tako se njegov odnos do judovstva pokažejo šele po drugi svetovni vojni in z njo povezanim holokavstom.
Pri njih je živela tudi Adornova teta, pevka in pianistka Agatha Calvelli-Adorno, ki jo je Adorno poimenoval njegova »druga mama«. Ona ga je naučila igrati klavir. Glasba je bila v središču te visokomeščanske družine. Njegova mati je potovala po Evropi s skupino »Waldvöglein« iz Wagnerjeve opere Siegfrid. Adorno se je s štiriročnim igranjem (klavirja) že zelo hitro seznanil s komorno in simfonično glasbo, s čimer so se razvile njegove glasbene kompetence. Po urah klavirja je imel še zasebne ure komponiranja pri Bernhardu Seklesu. 1923 je bila, kot del koncerta godalnega kvarteta, izvedena njegova glasbena kompozicija. Neki kritik ga je opisal, da je »skoraj enak svojemu učitelju Bernardu Seklesu in njegovemu tekmecu Paulu Hindemithu«.
Po tem, ko je preskočil dva razreda, je s 17 leti, kot najboljši v razredu, maturiral na Kaiser-Wilhelms-Gymnasium (danes Freiherr-vom-Stein-Schule). O filozofiji ga je že takrat poučeval njegov 14 let starejši prijatelj Siegfried Kracauer, pomemben urednik feljtonov pri Frankfurter Allgemeine Zeitung. Skupaj sta čez leta redno ob sobotah popoldan brala Kantovo Kritiko čistega uma. Po Adornovih besedah naj bi ta izkušnja bila bolj pomembna kot vsi akademski profesorji. Brez večjih naporov je osvojil tudi tuje jezike kot so latinščina, grščina, francoščina in po emigraciji tudi angleščina.
Leta 1921 se je vpisal na Univerzo v Frankfurtu, kjer je študiral filozofijo, muzikologijo, psihologijo in sociologijo. Istočasno se je začel ukvarjati z glasbeno kritiko. Filozofijo mu je predaval Hans Cornelius, sociologijo pa Gottfried Salomon-Delatour in Franz Oppenheimer. Na univerzi se je leta 1922 spoprijateljil z Maxom Horkheimerjem, s katerim sta imela podobne teoretične nazore. Preko Kracauerja pa se je spoprijateljil tudi z Walterjem Benjaminom. Konec leta 1924 je zaključil svoj študij z disertacijo o fenomenologiji Edmunda Husserla. Disertacija je napisana v duhu njegovega profesorja Hansa Corneliusa in se razlikuje od kasnejših Adornovih idej.
V tem času je spoznal tudi svojo bodočo ženo Margarete Karplus, saj so bili njuni starši družinski prijatelji, njen oče pa je sodeloval z Adornovim očetom, saj je bil lastnik tovarne za predelavo usnja.

### Bivanje na Dunaju (1925-1926)
Marca leta 1925 se je Adorno preselil na Dunaj, rojstno mesto dodekafonije, kjer je najel sobo v penzionu »Luisenheim« v 9. okrožju Dunaja. Pri Albanu Bergu, učencu Arnolda Schönberga, ki ga je leta 1924 spoznal že v Frankfurtu, je začel podiplomski študij kompozicije, istočasno pa je imel ure klavirja pri znanemu pianistu Eduardu Steuermannu. Spoznal pa je tudi samega Arnolda Schönberga, ustanovitelja Druge dunajske šole in pionirja dodekafonije ter kasneje serializma. Adorno je cenil Schönbergove revolucionarne spremembe v kompoziciji, tako imenovane Zwölftonkompositionen, o katerih je pisal tudi v svojem delu Philosophie der neuen Musik (Filozofija nove glasbe).
Adorno je že v prvih letih na Dunaju pisal članke o skladbah Berga in Schönberga, ter se leta 1928 tudi zaposlil kot glasbeni kritik v uredništvu avantgardne revije Anbruch. Leta 1931 pa je zaradi sporov z uredništvom prenehal s tem delom.
Na Dunaju je Adorno tudi veliko komponiral. Napisal je cikle skladb za klavir, ki predstavljajo najbolj obsežen del njegovega komponiranja. Pisal pa je tudi skladbe za orkester, komorno glasbo za godala in a capella zbore, ter prirejal francoske ljudske pesmi.
V času bivanja na Dunaju je spoznal tudi ljudi kot so glasbenik Hermann Grab, satirik Karl Kraus in filozof Georg Lukacs. Lukacseva dela je bral že v času srednje šole in so vplivala na njegovo dojemanje Marxa.

### Frankfurtu, Berlin, Oxford, London (1926-1937)
Po vrnitvi iz Dunaja, se je Adorno intenzivno ukvarjal s komponiranjem in pisanjem glasbenih kritik, ki jih je objavljal v Musikblätter des Anbruchs in Frankfurter Zeitung. Prav tako pa je začel pisati svoje habilitacijsko delo z naslovom Begriff des Unbewussten in der transzendentalen Seelenlehre, ki pa ni bila všeč niti mentorju Corneliusu, niti prijatelju Horkheimerju, saj naj ne bi vsebovala dovolj izvirnih ugotovitev. Zato je Adorno leta 1928 umaknil prošnjo za opravljanje habilitacijskega dela. 
V letih 1928−1930 je zaman poskušal dobiti redno zaposlitev kot glasbeni kritik pri časopisu Ullstein v Berlinu. Tudi njegov poskus za preureditev revije Musikblätter des Anbruchs je spodletel, saj vodstvo revije ni delilo Adornovega navdušenja nad modernimi smernicami v glasbi. V teh letih je tudi večkrat obiskal Berlin, saj je tam živela njegova zaročenka Gretel Karplus. Skupaj sta tudi potovala po Franciji in Italiji. V Berlinu je spoznal tudi mnogo svojih sodobnikov, kot so Bertolt Brecht, Hanns Eisler, Kurt Weill in Ernst Bloch.
Leta 1929 je sprejel tudi ponudbo evangeličanskega teologa Paula Tillicha in pod njegovim mentorstvom leta 1931 habilitiral na univerzi v Frankfurtu z delom Kierkegaard – Konstruktion des Ästhetischen, ki že vsebuje nekatere začetne ideje in teze, ki jih je kasneje v življenju razvijal. V močno predelano knjižno izdajo (1933) je dodal še posvetilo »Mojemu prijatelju Siegfriedu Kracauerju«.
Že pred habilitacijo je Adorno pogosto bil v družbi levičarskih kolegov (Horkheimer, Tillich, Friedrich Pollock, Adolf Loewe in Karl Mannheim), ki so se sestajal v kavarni Laumer.
Leta 1933 mu je, zaradi judovskih korenin, nacionalsocialistični režim prepovedal predavati na univerzi. Kot mnogi intelektualci je pričakoval, da bo nov režim le kratkoročen in se je na začetku celo trudil, da bi dobil delovno mesto, kot glasbeni kritik, pri časopisu Vossische Zeitung.
Leta 1934 je odšel v Veliko Britanijo, kjer se je vpisal na podiplomski študij filozofije v Oxfordu, saj mu niso priznali habilitacije, ki jo je dosegel v Nemčiji. Pod mentorstvom Gilberta Ryla je začel pisati doktorat o filozofiji Edmunda Husserla, ki pa ga ni dokončal v Oxfordu in je izšel šele leta 1956 pod naslovom Zur Metakritik der Erkenntnistheorie.
Prav tako je v Oxfordu pisal razprave o sociologiji Karla Mannheima, kot tudi glasbeno-teoretične članke za revijo Wiener Musikschrift 23, ter članek o jazzu, ki ga je leta 1936 objavil pod psevdonimom Hektor Rotweiler, v katerem zanika vsakršno estetsko vrednost tega stila glasbe. Mnenje o jazzu tudi kasneje ni spremenil, čeprav ob tem času še ni imel pristnih stikov s to glasbo.
Med letoma 1934 in 1937 je pogosto potoval nazaj v Nemčijo, saj ga je oče v tem času finančno močno podpiral. Pogosto je obiskal tudi svojo zaročenko, ki se je leta 1937 prav tako preselila v London, kjer sta se 8. septembra istega leta tudi poročila.

### Izseljenec v ZDA (1938-1953)
Horkheimer mu je ponudil službo na Inštitutu za družbene raziskave v ZDA in z ženo sta se februarja leta 1938 preselila v New York. Na Inštitutu za družbene raziskave je sodeloval pri projektu radijskih raziskav, ki pa mu zaradi komercialnega sistema radijskih postaj ni bil preveč všeč, saj je sistem močno posploševal kompleksnost dojemanja glasbe. Zato je v reviji za družbeni razvoj leta 1938 objavil članek z naslovom Über den Fetischcharakter der Musik und die Regression des Hörens, ki ga je sam opisal kot svoj »prvi poraz« pri projektu radijskih raziskav. Kljub temu, da je po dveh letih projekt zapustil, se je pri tem projektu prvič sodeloval pri empiričnih socioloških raziskavah.
Leta 1939 sta s Horkheimerjem pričela pisati knjigo o »dialektični logiki«. Leta 1940 sta se Horkenheimer in njegova žena Maidon preselila v Los Angeles, leto kasneje pa sta to storila tudi Adorno in Gretel. V Los Angelesu je v isti soseski živelo tudi velik drugih nemških in avstrijskih emigrantov, med drugim Berthold in Salka Viertel, Thomas in Katja Mann, Berthold Brecht in Helena Weigel, Max Reinhard, Hanns Eisler ter Arnold Schönberg. Večina jih je upala na zaposlitev v Hollywoodski filmski industriji.
Leta 1944 sta Horkheimer in Adorno najprej izdala delo z naslovom Philosophische Fragmente s posvetilom »Friedrichu Pollocku za 50. rojstni dan«, leta 1947 pa v končni obliki pod naslovom Dialektik der Aufklärung (Dialektika razsvetljenstva), ki velja za enega glavnih del kritične teorije Frankfurtske šole.
Hartmut Scheible je Adornova leta v Kaliforniji opisal kot »najbolj produktivna v njegovem življenju«, saj so v tem času nastala tudi druga pomembna dela, kot sta Minima Moralia in Philosophie der neuen Musik. S Hannsem Eislerjem sta v teh letih napisala tudi delo Composing for the films, ki pa je izšlo šele leta 1969. V tem času pa je sodeloval tudi s Thomasom Mannom, kateremu je svetoval pri pisanju dela Doktor Faustus.
Po izidu dela Philosophische Fragmente leta 1944 se je pridružil raziskovalnemu projektu na temo Antisemitizma. Tako je leta 1950 izšla sociološka študija univerze v Berkleyu z naslovom The Authoritarian Personality (Avtoritarna osebnost), ki preiskuje rasistične predsodke v povezavi z avtoritarnim režimom in fašizmom.

### Vrnitev v Frankfurt (1949-1969)
Leta 1953 se je Adorno dokončno preselil nazaj v Nemčijo in se zaposlil kot izreden profesor za filozofijo in sociologijo na Univerzi v Frankfurtu. Na vrnitev naj bi odločilno vplivalo domotožje, ter sam jezik, saj je Adorno v nemščini videl neko »posebno sorodnost s filozofijo«. Po ponovni otvoritvi Inštituta za družbene raziskave 14. novembra 1951 je bil imenovan za namestnika direktorja. Ta inštitut je bil prva ustanova, ki je omogočala študij sociologije v povojni Nemčiji. Po upokojitvi Horkheimerja leta 1958 prevzel njegovo mesto direktorja. Na tem inštitutu je bila zaposlena tudi Adornova žena, ki je pred tiskom urejala Adornove tekste.
Zaradi znanstvenega prispevka v času življenja v ZDA je Adorno v 50ih in 60ih letih postal eden glavnih predstavnikov nemške sociologije. Leta 1952 je imel pomemben govor z naslovom Zur gegenwärtigen Stellung der empirischen Sozialforschung in Deutschland. V tem času je izdal tudi mnogo pomembnih člankov, kot so Empirische Sozialforschung in Soziologie und empirische Forschung.
Leta 1956 je izdal svoje delo o Husserlu z naslovom Zur Metakritik der Erkenntnistheorie, ki ga je začel pisati že v času bivanja v Oxfordu, v letih 1955/1956 pa tudi dokončal. Leta 1966 pa prvič izšlo njegovo glavno delo Negative Dialektik (Negativna dialektika).
S svojimi glasbeno-filozofskimi in glasbeno-sociološkimi deli je močno vplival tudi na glasbeno življenje v povojni Nemčiji. Takšna dela so Philosophie der neuen Musik (1949), Uvod v muzikologijo in monografije o Wagnerju (1952), Gustavu Mahlerju (1960) in Albanu Bergu (1968).
Zadnja leta Adornovega življenja pa so zaznamovali predvsem študentski protesti v Nemčiji. Čeprav je bil podpornik študentskega gibanja, je zavračal akcionizem, ki pa se je iz leta v leto pri študentskem gibanju povečeval. Še posebej po 2. juniju leta 1967, ko so policisti na demonstracijah ustrelili študenta Benna Ohnesorga. Adorno je te proteste primerjal z »obnašanjem živali, ki so zaprte in iščejo izhod«. Po tem ko so študenti leta 1969 vdrli v Inštitut in je morala posredovati policija, je Adorno prenehal s svojim javnim predavanjem in se umaknil. 
Na vsakoletnem dopustu v švicarskih gorah z ženo je 6. avgusta 1969 umrl zaradi srčne kapi.

## Dela in teorije

### Kritična teorija
Adornovo delo izvira iz vpogleda, katerega si deli z vso umetnostjo 20.st. oz. z avantgardo – prepoznavanje primitivnega v sebi in v svetu. V času svetovne vojne, kolonialistične okrepitve in pospešene proizvodnje surovin se je zahodni svet napolnil z barbarsko civilizacijo. Adorno pravi, da je samoohranitev družbe postala nerazpoznavna od družbeno odobrene požrtvovalnosti: "primitivnih" ljudi, primitivnih vidikov ega in primitivnih, mimetičnih poželenj, katere najdemo v imitaciji in simpatiji. Adornovo literaturo o politiki, filozofiji in glasbi bi lahko opisali kot kritiko načinov, s katerimi ljudje poskušajo opravičiti samopoškodovanje kot nujno in potrebno ceno  samoohranitve. Robert Hullot-Kentor razlaga, da je centralni motiv oz. povod Adornovega dela sestavljen iz določanja oz. ugotavljanja, kako bi življenje lahko bilo več kot boj za samoohranitev. Njegovo delo Negativna dialektika (Negative Dialektik) razlaga, da je princip samoohranitve nič več kot "zakon pogube, ki se pokorava zgodovini". Na najosnovnejši ravni je Adornovo razmišljanje motivirano s fundamentalno kritiko tega zakona.

### Negativna dialektika
Negativna dialektika je verjetno Adornovo najbolj poznano delo, predvsem zaradi svoje kontroverznosti. 
Znano je, kaj dialektika pomeni v Heglovem smislu: za tezo (npr. za nemir), sledi antiteza (npr. vojna), nato se iz tega razvije sinteza. Hipoteza je potrjena na višjem nivoju (v našem primeru za popolni mir). Heglova perpektiva zagovarja, da je napredek človeštva in duha v skladu s pravilom dialektičnega trokoraka. 
Po prvih dveh svetovnih vojnah, po prihodu fašizma in stalinizma in ob milijonih mrtvih civilistov, vojakov na bojiščih in zapornikov v taboriščih bi heglovski optimizem moral delovati "pozitivno". Ali ne bi vse skupaj moralo biti tisto pravo? "Ne", pravi Adorno, "vse skupaj je neresnica."
S tem dialektika postane negativna. Le ta ne stremi več k sintezi, ampak po poti konkretne negacije čim dlje od nje. Moč je prisotna povsod, v vsaki stvari, v vsakem individuumu. Adorno negira tovrstno hiearhijo in želi izenačiti podrejenost. Od tukaj je treba, četudi proti toku zgodovine in ekspanzionističnem besu sistema, stopiti na stran v najbolj globoko notranjost ogroženega posameznika in na splošno tistega, kar ni identično vsemu drugemu - posebnega. Resnico je mogoče najti le v posebnemu, ki se razvija stran od različnih konceptov in ideologij. V resnici lahko potem svoje mesto in svoje poreklo najde humanost.
Adorno je svoje najbolj znano delo dalje navezoval tudi na religijo, znano pa je, da je bila eden glavnih motivov zanjo druga svetovna vojna. Kot človek judovskih korenin in intelektualec je bil čas Hitlerjevega vzpona prisiljen preživeti v izgnanstvu. Bil je pod velikim vtisom grozodejstev vojne in Auschwitza, zato v svojem delu stremi k zatretju podrejenosti in nemoči posameznika.

### Adorno o glasbi
Adorno je bil zelo znan po svojem konservativnem odnosu do glasbe in po hudih kritikah do popularne glasbe. Neprizanesljiv je bil tudi do jazza. Nekateri poznavalci zgodovine jazza so njegove kritike označili "kot nekaj najbolj neumnih strani, kadarkoli napisanih o jazzu" . Adorno je kritiziral tudi nekatere klasične skladatelje in še danes njegove kritike burijo duhove med glasbenimi teoretiki. Je pristaš nemške klasične šole glasbe. Med njegove najljubše skladatelje sodita Beethoven in Wagner.
Sam je bil kot skladatelj privrženec atonalne glasbe in je izmed sodobnejših skladateljev največ veljave dajal Arnoldu Schönbergu. Nepridvidljivost in destruktivnost sta bili po njegovem odločilni lastnosti v glasbi, ki bi lahko razsvetlili glasbeno prihodnost. Adorno je ves čas svojega življenja nekako upal, da bo revolucija vzpona intelektualnosti pomagala poslušalcem premagati evolucijsko pogojene prepreke pri izbiri glasbe.
Adorno je bil precej skeptičen do tehnološkega razvoja in do razvoja elektronskih inštrumentov ter do ozvočenja. Veliko je kritiziral big band skupine, saj tovrsten jazz po njegovem ni bil dovolj destruktiven za zahodno kulturo, pač pa močno komercializiran in samo nekakšen fin izgovor za poslušanje komercialne glasbe. Jazz naj bi skupaj s plesom le zadovoljeval erotične potrebe na družbeno sprejemljiv način. Resnično revolucionarna glasba pa po njegovem ne bi smela zapravljati toliko energije, kot jazz.
Adorno je bil kritičen tudi do kasnejše popularne glasbe. Pri vsemu skupaj je največjo kritiko namenil t. i. standardizaciji skladb. Uspešnice naj bi bile narejene po točno določenem modelu, kjer je jasno določeno število taktov, razporeditev delov in skupno trajanje pesmi. V tovrstnih "Schlager" pesmih se nikdar ne pojavi pojavi nič nepridvidljivega, kar bi pesmim dalo dodatno umetniško kvaliteto. Glasbo in poslušalce je rad razčlenjeval in za tovrstne pesmi in skladbe uvedel pojem "potrošna glasba". Vanjo je začel uvrščati vse, od big band sestavov do rock'n'roll skupin. Kritiziral je tudi glasbo, povezano s političnim protestom, npr. ob izbruhu vojne v Vietnamu (izvajalci, kot so Bob Dylan, Joan Baez, itd.). Trdil je, da glasba, kljub temu, da želi biti alternativna in revolucionarna, še vedno v biti ostaja komercialna. In da tovrstnih pesmi, ki npr. spodbujajo h končanju vojne v Vietnamu, zaradi tovrstne kontradikcije ne more prenašati in se mu zdijo nesprejemljive. 
Adorno ni bil prepoznan samo kot eden boljših ampak tudi kot eden najbolj kontroverznih filozofov 20. stoletja. Adornove razprave in literarna dela so imela velik vpliv na kasnejše generacije kritičnih teoretikov in filozofov, ki so se zanimali za nihilizem in dominacijo. Adorno ni in ne bo pozabljen. Njegova pojasnitev sodobnih družb in prepleta razloga in dominance sta za razliko od konzervativne glasbene teorije se še vedno relevantna za nove generacije filozofov in družbenih kritikov nove levice. Zaradi svoje kontroverznosti je povzel tudi veliko kritik. Ne glede na to je Theodor W. Adorno eden najbolj vplivnih mislecev 20. stoletja na področju filozofije in estetike. Kot kritik fašizma in, kar je sam poimenoval “kulturne indrustrije”, njegova dela (kot so	Dialektik der Aufklärung, Minima Moralia in Negative Dialektik) močno zaznamujejo evropsko novo levico.

## Vplivi
V svojih letih delovanja kot filozof se je močno opiral na stališča drugih nemških filozofov kot so Hegel, Marx, Nietzsche in Freud.

### Hegel
Heglov vpliv na Adorna je mogoče opaziti že leta 1931, saj se močno opira na njegovo teorije dialekrike. Gerhard Schweppenhäuser je kot eno od osnovnih idej, ki jih je uporabil Adorno, izpostavil Heglov kategorijo logične negacije.
V svojem glavnem delu Negative Dialektik izrazi, tako tradicionalni, kot tudi uporniški duh njegove teorije in skozi Heglove motive zanika njegovo dialektiko in razvija svojo negativno dialektiko.

### Karl Marx
Marxovo delo Kapital, Kritika politične ekonomije, je osnova za Adornovo razmišljanje, saj od tukaj prevzame Marxovo kategorizacijo. Preko Georga Lukacsa pa se seznani tudi z idejami materialnega fetišizma in materializacijo človeka, ki sta tesno povezana z Adornovim pojmovanjem trgovanja. Adornov opis človeštva, ki ga karakterizira nenasitno in samodestruktivno obnašanje, pa bi lahko hitro interpretirali kot opis kapitalizma.

### Sigmund Freud
Psihoanaliza je eden osnovnih elementov kritične teorije. Sicer, za razliko od Horkheimerja, Adorno nikoli ni sprejel praktičnih izkušenj psihoanalize, je pa že zelo hitro sprejel teoretično del Freuda.

### Friedrich Nietzsche
Nietzsche je predstavljal Adornu zelo velik vpliv. Adorno in Nietzsche sta delila podobno mnenje glede pomembnosti samostojnosti in neodvisnosti posameznika. Biti avtonomen naj bi imelo za posledico to, da te drugi tretirajo kot morebitno umetniško delo. Adorno je, skupaj z drugimi intelektualci tistega časa, razpravljal o tem, da je bila kapitalistična družba ogromna potrošniška družba, v kateri so posamezniki kategorizirani in zajeti s strani zelo omejevalne sociološke, ekonomske in politične strukture, ki je imela majhen interes nad njimi. Poleg tega, je Nietzsche predstavljal velik vpliv na  Adornovo razumevanje, ki ga je pridobil v razmerju med razlogom in dominanco. V knjigi Dialektik der Aufklärung (skupaj z Maxom Horkheimerjem) je Adorno povzel in nadaljeval Nietzscheve ideje.

## Pomembnejša dela
- Kierkegaard. Konstruktion des Ästhetischen (Kierkegaard : konstrukcija estetskega), 1933
- Dialektik der Aufklärung (Dialektika razsvetljenstva : filozofski fragmenti) (skupaj z Maxom Horkheimerjem), 1947
- Philosophie der neuen Musik (Filozofija nove glasbe), 1949
- The Authoritarian Personality (Avtoritarna osebnost), 1950
- Minima Moralia. Reflexionen aus dem beschädigten Leben (Minima moralia : refleksije iz poškodovanega življenja), 1950
- Versuch über Wagner (V iskanju Wagnerja), 1952
- Prismen. Kulturkritik und Gesellschaft (Prizme (Študije v sodobni nemški družbeni misli)), 1955
- Zur Metakritik der Erkenntnistheorie. Studien über Husserl und die phänomenologischen Antinomien (Proti epistomologiji: metakritika. Študije o Husserlu in fenomenoloških antinomijah),  1956
- Dissonanzen. Musik in der verwalteten Welt (Disonance), 1956
- Noten zur Literatur I (Beležke o literaturi I), 1958
- Klangfiguren. Musikalische Schriften I (Zvočne figure : glasbeni spisi I), 1959
- Mahler. Eine musikalische Physiognomie (Mahler : glasbena fiziognomija), 1960
- Noten zur Literatur II (Beležke o literaturi II), 1961
- Einleitung in die Musiksoziologie. Zwölf theoretische Vorlesungen (Uvod v sociologijo glasbe : dvanajst teoretskih predavanj), 1962
- Sociologica II. Reden und Vorträge (Sociologika II : govori in predavanja) (skupaj z Maxom Horkheimerjem), 1962
- Drei Studien zu Hegel (Tri študije o Heglu), 1963
- Eingriffe. Neun kritische Modelle (Posegi : devet kritičnih modelov), 1963
- Quasi una fantasia. Musikalische Schriften II (Quasi una fantasia : eseji o moderni glasbi), 1963
- Moments musicaux. Neu gedruckte Aufsätze 1928–1962 (Nočna glasba : eseji o glasbi 1928–1962), 1964
- Jargon der Eigentlichkeit. Zur deutschen Ideologie (Žargon pravšnjosti), 1964
- Noten zur Literatur III (Beležke o literaturi III), 1965
- Negative Dialektik (Negativna dialektika), 1966
- Ästhetische Theorie (Estetska teorija), 1970

## Zanimivosti

### Priznanja in nagrade
- 1954 Arnold-Schönberg-Medaille
- 1959 Deutscher Kritikerpreis für Literatur
- 1963 Goetheplakette der Stadt Frankfurt am Main
- 2013 Po Adornu poimenujejo enega izmed asteroidov zunanjega pasu (21029)

### Znani učenci
- Regina Becker-Schmidt (* 1937), sociologinja
- Heide Berndt (1938–2003), urbana sociologinja
- Bazon Brock (* 1936), profesor estetike
- Peter Bulthaup (1934–2004), filozof in kemik
- Detlev Claussen (* 1948), sociolog
- Michaela von Freyhold (1940–2010), razvojna sociologinja
- Peter Furth (* 1930), socialni filozof
- Peter Gorsen (* 1933), umetnostni zgodovinar
- Karl Heinz Haag (1924–2011), filozof
- Jürgen Habermas (* 1929), politolog in socialni filozof
- Peter von Haselberg, (1908–1994), časnikar
- Hans Imhoff (* 1939),  pisatelj
- Joachim Kaiser (* 1928), glasbeni in literarni kritik
- Alexander Kluge (* 1932), pravnik in režiser
- Hans-Jürgen Krahl (1943–1970), študentski aktivist in politik
- Elisabeth Lenk (* 1937), sociologinja
- Kurt Lenk (* 1929), politolog
- Rudolf zur Lippe (* 1937), filozof
- Werner Mangold (* 1927), sociolog
- Otwin Massing (* 1934), politolog in sociolog
- Günther Mensching (* 1942), filozof
- Karl Markus Michel (1929–2000), pisatelj in publicist
- Heinz-Klaus Metzger (1932–2009), glasbeni teoretik
- Ivan Nagel (1931–2012), igralec, publicist
- Oskar Negt (* 1934), socialni filozof
- Dieter Prokop (* 1941), sociolog
- Ulrike Prokop (* 1945), sociologinja
- Helmut Reichelt (* 1939), sociolog
- Alfred Schmidt (1931–2012), filozof
- Hermann Schweppenhäuser (1928–2015), filozof in publicist
- Rolf Tiedemann (* 1932), filozof in psiholog
- Rolf Wiggershaus (* 1944), publicist
- Gisela von Wysocki (* 1940), pisateljica